# 菅野洋子 (小惑星)
菅野洋子（すがのようこ、6155 Yokosugano）は、太陽系の小惑星のひとつ。火星と木星の間の軌道を公転している。兵庫県大河内町（現神河町）の南小田で発見された。

## 命名
この小惑星名は、発見者の友人であるアマチュア天文家菅野松男の夫人、菅野洋子にちなんで命名された。また彼女の夫も「菅野」として別の小惑星に命名されている。